# Phylloxeridae
Phylloxeridae é uma família de insectos hemípteros, da superfamília Phylloxeroidea, de que faz parte a vulgar filoxera, praga de especial importância para a viticultura.